# Oost-Pruisisch voetbalkampioenschap 1913/14
In 1913/14 werd het vierde Oost-Pruisisch voetbalkampioenschap gespeeld, dat georganiseerd werd door de Baltische voetbalbond. De afgelopen drie jaar werd deze competitie niet gespeeld en plaatsten de lokale kampioenen zich rechtstreeks voor de Baltische eindronde. De Königsbergse competitie was de sterkste van Oost-Pruisen. 
Prussia-Samland Königsberg werd kampioen en plaatste zich zo voor de Baltische eindronde. Deze werd voor het eerst in groepsvorm gespeeld en Prussia-Samland werd ook hier kampioen. De club mocht daarop deelnemen aan de eindronde om de Duitse landstitel, waar ze thuis met 1-4 verloren van VfB Leipzig. 

## Reguliere competitie

### Bezirksliga Königsberg

#### Groep A
| Plaats | Club                             | Wed. | W | G | V | Saldo | Ptn. |
| ------ | -------------------------------- | ---- | - | - | - | ----- | ---- |
| 1.     | VfB Königsberg                   | 8    | 7 | 0 | 1 | 44:8  | 14   |
| 2.     | SC Ostpreußen Königsberg         | 8    | 4 | 0 | 4 | 12:19 | 8    |
| 3.     | Akademischer SC Königsberg       | 8    | 4 | 0 | 4 | 15:29 | 8    |
| 4.     | SV Prussia-Samland Königsberg II | 8    | 3 | 0 | 5 | 28:20 | 6    |
| 5.     | SC Favorit Königsberg            | 8    | 2 | 0 | 6 | 7:30  | 4    |

|  | Play-off om de titel |

#### Groep B
| Plaats | Club                          | Wed. | W | G | V | Saldo | Ptn. |
| ------ | ----------------------------- | ---- | - | - | - | ----- | ---- |
| 1.     | SV Prussia-Samland Königsberg | 8    | 7 | 0 | 1 | 56:8  | 14   |
| 2.     | RSV Ostmark Königsberg        | 8    | 4 | 0 | 4 | 12:20 | 8    |
| 3.     | Königsberger BC               | 8    | 3 | 1 | 4 | 15:20 | 7    |
| 4.     | VfB Königsberg II             | 8    | 3 | 1 | 4 | 12:16 | 7    |
| 5.     | SC Viktoria Königsberg        | 8    | 1 | 2 | 5 | 9:40  | 4    |

|  | Play-off om de titel |

#### Play-off
Heen
|                  |                |       |                               |  |
| 16 november 1913 | VfB Königsberg | 2 – 1 | SV Prussia-Samland Königsberg |  |
| 16 november 1913 |                |       |                               |  |

Terug
|                  |                |       |                               |  |
| 30 november 1913 | VfB Königsberg | 3 – 5 | SV Prussia-Samland Königsberg |  |
| 30 november 1913 |                |       |                               |  |

Beslissende wedstrijd
|                  |                |       |                               |  |
| 14 december 1913 | VfB Königsberg | 1 - 4 | SV Prussia-Samland Königsberg |  |
| 14 december 1913 |                |       |                               |  |

### Bezirksliga Tilsit-Memel
Uit de Bezirksliga Tilsit-Memel zijn enkel kampioen MTV Memel en SC Lituania Tilsit bekend. 

### Bezirksliga Gumbinnen
| Plaats | Club                  | Wed. | W | G | V | Saldo | Ptn. |
| ------ | --------------------- | ---- | - | - | - | ----- | ---- |
| 1.     | FC Preußen Gumbinnen  | 2    | 2 | 0 | 0 | 8:1   | 4    |
| 2.     | SV Insterburg         | 2    | 1 | 0 | 1 | 6:4   | 2    |
| 3.     | SC Preußen Insterburg | 2    | 1 | 0 | 1 | 6:6   | 2    |
| 4.     | TSV Eydtuhnen         | 1    | 0 | 0 | 1 | 1:5   | 0    |
| 5.     | SC Litauen Gumbinnen  | 1    | 0 | 0 | 1 | 0:5   | 0    |

|  | Kampioen, geplaatst voor eindronde |

### Bezirksliga Allenstein
Van de Bezirksliga Allenstein is enkel kampioen SV 1910 Allenstein bekend. 

## Eindronde

### Halve finale
|                 |           |       |                      |       |
| 1 februari 1914 | MTV Memel | 1 – 4 | FC Preußen Gumbinnen | Memel |
| 1 februari 1914 |           |       |                      | Memel |

Prussia-Samland won de wedstrijd omdat Allenstein maar 6 spelers bij elkaar kreeg. 
|                 |                    |          |                               |            |
| 1 februari 1914 | SV 1910 Allenstein | Walkover | SV Prussia-Samland Königsberg | Allenstein |
| 1 februari 1914 |                    |          |                               | Allenstein |

### Finale
|              |                               |       |                      |                          |
| 1 maart 1914 | SV Prussia-Samland Königsberg | 8 – 1 | FC Preußen Gumbinnen | Herzogsacker, Königsberg |
| 1 maart 1914 |                               |       |                      | Herzogsacker, Königsberg |